# Efrem Zimbalist, Jr.
Efrem Zimbalist, Jr. (* 30. November 1918 in New York; † 2. Mai 2014 in Solvang, Kalifornien) war ein US-amerikanischer Schauspieler.

## Leben
Der Sohn damals weltbekannter Eltern, des Konzertviolinisten Efrem Zimbalist (1889–1985) und der rumänisch-jüdischen Opernsängerin Alma Gluck (1884–1938), entstammte einem kulturell geprägten Elternhaus und fand schnell Gefallen an der Schauspielerei. Er studierte bis zu seinem Abschluss 1940 an der Yale School of Drama. Danach leistete er seinen Kriegsdienst im Zweiten Weltkrieg. 1945 bekam er seine erste Broadway-Rolle in dem Theaterstück The Rugged Path an der Seite von Spencer Tracy, gefolgt von weiteren Theaterengagements, unter anderem in klassischen Stücken mit dem American Repertory Theatre. In den 1940er Jahren betätigte er sich auch erfolgreich als Produzent von Opern und Musicals am Broadway, etwa mit Gian Carlo Menottis The Telephone und The Consul.
Nach dem Tod seiner ersten Frau Emily im Jahr 1950, mit der er die Kinder Efrem Zimbalist III und Nancy Zimbalist hatte, und einer darauf folgenden Auszeit als Schauspieler kehrte er Mitte der 1950er Jahre zur Schauspielerei zurück und erlangte als Stu Bailey in der Fernsehserie 77 Sunset Strip (1958–1964) und als Lewis Erskine in der Serie FBI (1965–1974) große Bekanntheit. Er trat danach häufig in Filmen und Serien in Erscheinung, darunter in den Kinofilmen Weint um die Verdammten (1957) mit Clark Gable, Warte, bis es dunkel ist (1967) mit Audrey Hepburn und Hot Shots! (1991) mit Lloyd Bridges sowie den Fernsehserien Remington Steele (1983–1987), in der seine Tochter Stephanie Zimbalist eine Hauptrolle spielte, und Babylon 5 (1997). Darüber hinaus war er als Sprecher von Zeichentrickfiguren zu hören, etwa als Dr. Octopus in Spider-Man (1997) und als Alfred Pennyworth in Batman (1993–1994 und 1998).
Ab 1956 war er in zweiter Ehe mit Stephanie Spaulding Zimbalist verheiratet. Sie starb 2007 im Alter von 73 Jahren an Lungenkrebs. Aus ihrer Ehe ging die Tochter Stephanie Zimbalist (* 1956) hervor, die ebenfalls Schauspielerin wurde.
Auf dem Hollywood Walk of Fame wurde er mit einem Stern geehrt. 2003 erschien seine Autobiografie My Dinner of Herbs.

## Filmografie (Auswahl)
- 1946: Mr. and Mrs. North (Fernsehfilm)
- 1949: Blutsfeindschaft (House of Strangers)
- 1957: Weint um die Verdammten (Band of Angels)
- 1957: Bomber B-52 (Bombers B-52)
- 1957–1958: Maverick (Fernsehserie, fünf Folgen)
- 1958: Durchbruch bei Morgenrot (The Deep Six)
- 1958: Die Augenzeugin (Girl on the Run)
- 1958: Bevor die Nacht anbricht (Home Before Dark)
- 1958–1964: 77 Sunset Strip (Fernsehserie; 165 Folgen)
- 1960: SOS für Flug T 17 (The Crowded Sky)
- 1961: Und die Nacht wird schweigen (By Love Possessed)
- 1962: Der Chapman-Report (The Chapman Report)
- 1965: Harlow
- 1965: Sieben reiten in die Hölle (The Reward)
- 1965–1974: FBI (The F.B.I.; Fernsehserie, 241 Folgen)
- 1967: Cosa Nostra – Erzfeind des FBI (Cosa Nostra, Arch Enemy of the FBI)
- 1967: Warte, bis es dunkel ist (Wait Until Dark)
- 1974: Giganten am Himmel (Airport 1975)
- 1978: Was soll denn nur mit Vater werden? (A Family Upside Down, Fernsehfilm)
- 1978: Terror aus den Wolken – Killer Bienen 2 (Terror Out of the Sky, Fernsehfilm)
- 1983: Die Sünde der Schwester (Baby Sister, Fernsehfilm)
- 1983: Shooting Stars (Fernsehfilm)
- 1983–1987: Remington Steele (Fernsehserie, fünf Folgen)
- 1984–1988: Hotel (Fernsehserie, neun Folgen)
- 1990: Wer ist hier der Boss? (Who’s the Boss?; Fernsehserie, Folge Feuer auf dem Dach)
- 1991: Hot Shots! – Die Mutter aller Filme (Hot Shots!)
- 1992–1995: Batman (Zeichentrickserie, 57 Folgen)
- 1993: Batman und das Phantom (Batman: Mask of the Phantasm)
- 1994: Die Nanny (The Nanny; Fernsehserie, Folge Material Fran)
- 1997: Babylon 5 (Fernsehserie, vier Folgen)
- 1997–1998: Batman und Robin (Zeichentrickserie, zwölf Folgen)
- 1998: Cab to Canada (Fernsehfilm)
- 1998: Batman & Mr. Freeze – Eiszeit (SubZero, Stimme)
- 2001: The First Day (Fernsehfilm)
- 2001: Batman: Vengeance (Videospiel, Stimme)
- 2003: Batman – Rätsel um Batwoman (Batman: Mystery of the Batwoman, Stimme)
- 2008: The Delivery (Kurzfilm)